# Arriva la bomba/L'orgoglioso
Arriva la bomba/L'orgoglioso  è il 95° 45 giri del cantante italiano Johnny Dorelli, pubblicato nel 1967.

## I brani

### Arriva la bomba
Arriva la bomba è una canzone scritta per il film del 1967 Arrriva Dorellik, dov'è usato come sigla di apertura e di chiusura; la pellicola vede protagonista lo stesso Johnny Dorelli nei panni di "Dorellik", parodia del famoso ladro Diabolik.
Gli autori sono Franco Pisano (musica), Franco Castellano, Giuseppe Moccia in arte Pipolo e Audrey Stainton (testo).
Il brano è usato nello stesso anno come sigla del programma Se te lo raccontassi.

#### Cover
I Ridillo pubblicano nel 2020 una cover di Arriva la bomba per la colonna sonora del film Si muore solo da vivi.

### L'orgoglioso
L'orgoglioso è la cover di una canzone statunitense di Frankie Valli, The Proud One.
La canzone originale è stata scritta dal duo Crewe - Gaudio, mentre in italiano il testo è stato scritto da Mogol.

## Tracce

### Lato A
1. Arriva la bomba (dal film Arriva Dorellik) – 2:29 (Castellano - Pipolo - Nohara - Pisano - Dorelli)

### Lato B
1. L'orgoglioso (The Proud One) – 2:21 (Mogol - Crewe - Gaudio)